# Plaire, aimer et courir vite
Pour plus de détails, voir Fiche technique et Distribution.
Plaire, aimer et courir vite est une comédie dramatique française écrite et réalisée par Christophe Honoré, sortie en 2018. Le film reçoit le prix Louis-Delluc 2018.

## Synopsis
Été 1993 : Arthur (Vincent Lacoste), étudiant à Rennes, rencontre Jacques (Pierre Deladonchamps), écrivain qui vit à Paris avec son fils. Ils se plaisent, s’aiment et, pour Jacques, il faut vite profiter de leur amour avant de mourir du sida.

## Fiche technique
Sauf indication contraire, les informations mentionnées dans cette section peuvent être confirmées par la base de données cinématographiques Unifrance,  présente dans la section « Liens externes ».
- Titre original :  Plaire, aimer et courir vite
- Titre provisoire : Plaire, baiser et courir vite[2]
- Titre anglais : Sorry Angel
- Réalisation et scénario : Christophe Honoré
- Décors : Stéphane Taillasson
- Costumes : Pascaline Chavanne
- Photographie : Rémy Chevrin
- Son : Cyril Holtz, Guillaume Le Braz et Agnès Ravez
- Montage : Chantal Hymans
- Production : Philippe Martin et David Thion
- Sociétés de production : Les Films Pelléas ; Arte France Cinéma (coproduction)
- Société de distribution : Ad Vitam Distribution
- Pays d'origine :  France
- Langue originale : français
- Format : couleur
- Genre : comédie dramatique
- Durée : 132 minutes
- Dates de sortie :
  - France : 10 mai 2018 (Festival de Cannes et sortie nationale)
  - Suisse romande : 23 mai 2018
  - Belgique : 27 juin 2018
  - Québec : 7 décembre 2018
- Classification :
  - France : Tout public lors de sa sortie en salles et déconseillé aux moins de 12 ans à la télévision

## Distribution
- Vincent Lacoste : Arthur
- Pierre Deladonchamps : Jacques
- Denis Podalydès : Mathieu
- Adèle Wismes : Nadine
- Thomas Gonzalez : Marco
- Clément Métayer : Pierre
- Quentin Thébault : Jean-Marie
- Rio Vega : Fabrice
- Tristan Farge : Louis
- Sophie Letourneur : Isabelle
- Marlène Saldana : l'actrice
- Luca Malinowski : Stéphane
- Loïc Mobihan : le médecin

## Production

### Genèse et développement
Afin de ne pas être comparé avec 120 battements par minute de Robin Campillo qui a récolté le Grand Prix du Festival de Cannes en 2017, Christophe Honoré assure que « le vrai sujet du film est là, dans les effets contraires de l’amour. C’est un film qui assume sa part de mélodrame, mais pas tant du côté de l’amour impossible que de la vie impossible ».

### Attribution des rôles
Christophe Honoré, lui-même, révèle son prochain film originellement intitulé Plaire, baiser et courir vite, fin mars 2017, aux côtés de « Vincent Lacoste et Louis Garrel en amants ». Début juin 2017, Pierre Deladonchamps, pour des raisons inconnues, remplace ce dernier pour interpréter le rôle de Jacques, écrivain et auteur de théâtre, toujours avec Vincent Lacoste en jeune étudiant, et Denis Podalydès les rejoint.

### Tournage
Le tournage débute à la mi-juin 2017 en Bretagne, précisément pendant deux jours à Binic et vingt jours en plein centre-ville de Rennes, entre le 14 juin et le 4 juillet, à l'intérieur d'appartements et dans les rues, dont la rue de Saint-Malo qui est exceptionnellement fermée pour retourner les scènes de la Fête de la paresse pendant la nuit « afin de perturber le moins possible les commerces », ainsi qu’entre autres, à la salle de spectacle L'Ubu, sur la place du Parlement-de-Bretagne et dans le quartier Thabor.
Le tournage se poursuit également à Paris et à Amsterdam.

## Accueil

### Festival et sortie
Plaire, aimer et courir vite est sélectionné en « compétition officielle » et projeté au  Festival de Cannes le 10 mai 2018, et sort le même jour dans les salles françaises.

### Critiques
Serge Kaganski des Inrockuptibles écrit, à propos du film, qu’« entre objets exigeants, tenants d’une certaine radicalité, et projets susceptibles de toucher le grand public cinéphile, Christophe Honoré a toujours oscillé. Plaire, aimer et courir vite nous paraît fusionner ces deux veines et s’impose d’emblée comme sa réussite la plus achevée depuis Les Chansons d’amour ».
Pierre Murat de Télérama souligne qu’« on comparera probablement Plaire, aimer et courir vite à 120 battements par minute. Rien à voir, pourtant. (…) Christophe Honoré (…) n’a jamais saisi avec une telle intensité les hésitations amoureuses, la certitude de l’éphémère et l’intrigante osmose entre la douceur du sexe et sa crudité ».
Stéphane Joby du Journal du dimanche trouve que « Christophe Honoré signe avant tout un film très personnel, bourré de citations culturelles et de clins d’œil à une époque dont il semble inconsolable. C’est aussi une belle histoire d’amour, émouvante mais sans pathos malgré son issue incertaine ».
Étienne Sorin du Figaro résume en gros titre qu’« avec Plaire, aimer et courir vite, Christophe Honoré signe son plus beau film ».

### Entrées
- France : 206 293 entrées[13]

## Distinctions

### Récompenses
- Festival du film de Cabourg 2018 : Prix du meilleur acteur pour Pierre Deladonchamps et Vincent Lacoste[14].
- Prix Louis-Delluc 2018

### Sélection
- Festival de Cannes 2018 : sélection officielle

### Nomination
- César 2019 : César du meilleur acteur dans un second rôle pour Denis Podalydès